# Виа ферата Горњак
Виа ферата Горњак (итал. Via ferrata) припремљен и обезбеђен је планински пут опремљен челичним клиновима и сајлом, без металних газишта, који се налази у Горњачкој клисури на падини Малог Вукана, на Хомољским планинама.
Направљена је на иницијативу Планинарског друштва „Горњак” из Петровца на Млави, које је истовремено и старалац ферате.

## Појам Виа ферате
Виа ферата је обезбеђени планинарски пут кроз тешко приступачне стеновите терене, опремљен ногоступима, рукохватима, челичним сајлама, гвозденим клиновима и лествицама, које су причвршћене уз стену. На виа ферати планинари користе личне техничке комплете за осигурање приликом кретања. За оцену техничке тежине и захтевности опремљеног пешачког пута (ОПП) – Виа ферате, Планинарски савез Србије је прихватио међународну скалу од пет нивоа: А,Б;Ц;Д;Е. 

## Израда ферате
Крајем 2018. године друштво је дао предлог за израду ферате и локална самоуправа је препознала велики значај оваквог објекта за развој туризма и одобрила нам пројекат, а преко општинског спортског савеза Петровца обезбедила и средства за израду виа ферате Горњак.
Комплетну ферату је у току од шест месеци градило четворо алпиниста (Слободан Жарковић, Обрад Кузељевић, Хелена Ламбић и Дејан Антић) износећи у ранчевима или извлачећи ужадима уз стену сав потребан алат и материјал за израду. Дана 12. маја 2019. године Виа ферата Гороак је свечано отворена и пуштена у рад.

## Опис ферате
Виа ферата Горњак је спортска ферата и из тог разлога је опремљена само челичном сајлом која је причвршћена клиновима уз стену, јер је идеја да се ферата прелази на спортски начин тј. коришћењем само стене за пењање, док је челична сајла ту само као елемент осигурања у случају проклизнућа. Планинари се преко личних комплета и пењачког појаса осигуравају качећи карабинере личног ферата комплета за сајлу и на овај начин се спречавају тешке последице у случају пада. Уз ферата комплет и пењачки појас обавезан је и пењачки шлем, а сва опрема мора да буде сертификована од међународне планинарске федерације.
Виа ферата Горњак је једина у ужој Србији (не рачунајући Косово и Метохију) ове величине и значаја, урађена по свим савременим међународним стандардима за израду оваквих спортских терена на отвореном. За прелазак ферате је потребна добра психофизичка припремљеност, уз употребу сертификоване опреме коју планинари морају да знају правилно да користе. Искусни планинари и пењачи могу да сами користе ферату уз наведена правила, а осталима се саветује да иду са водичем за Виа ферате.
Планинарско друштво Горњак из Петровца на Млави има и опрему за изнајмљивање за планинаре који је не поседују, а такође и лиценцираног водича за виа ферату који је овлашћен да води групе планинара.

## Основне карактеристике
- укупна дужина трасе (до Kуделинове тврђаве) 1100m
- приступ до ферате 5 минута
- дужина постављене сајле 400m
- висинска разлика 330m
- постоји дванаест секција ферате, тежине Б, Ц, Д
- ферата је опремљена челичним клиновима и сајлом, без металних газишта
- око ферате постоје маркиране стазе за евакуацију са ферате, осим поред IV и XII секције. Због конфигурације терена ове стазе су прилично стрме и у неким деловима експониране
- процењено време за прелазак са мањом групом планинара је 3 часа
- Исходна тачка ферате је Kуделинова тврђава на гребену Малог Вукана. Одатле је могућ повратак стрмијом маркираном стазом ка чесми „4 луле” (око 1h хода), или гребеном до Малог Вукана (1:30h хода) и затим маркираном стазом до чесме „4 луле” (још 1 хода).